# Pono (formato de audio)

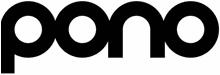
Pono [ ˈpoː.noː ] es una propuesta de formato de audio, servicio de descarga digital y reproductor musical actualmente en desarrollo por el músico canadiense Neil Young.

Pono [ ˈpoː.noː ] es una propuesta de formato de audio, servicio de descarga digital y reproductor musical actualmente en desarrollo por el músico canadiense Neil Young. Este formato posee una profundidad de 24-bits y una frecuencia de 192 kilohercios (kHz), es decir, la misma calidad que se maneja en un estudio profesional; actualmente un CD dispone de 16-bits y 44.1 kHz, lo mismo que un MP3, aunque este último tiene una tasa de Kbps muy inferior (tan sólo 320 por 1500 de un CD). Según un comunicado de prensa, los objetivos de Pono son «enfrentarse a la inferioridad de audio comprimido que ofrece el MP3 y presentar las canciones tal y como suenan durante las sesiones de grabación en un estudio». El reproductor saldrá a la venta en otoño de 2014 y contará con un servicio de descarga digital; según Neil Young, el precio de un álbum completo no superará los 20 dólares (unos 15€ aproximadamente).
En septiembre de 2012, Young apareció en el programa de televisión Late Show with David Letterman con un prototipo del reproductor musical. Las tres principales compañías discográficas, Warner Music Group, Universal Music Group y Sony Music Entertainment, han mostrado interés por remasterizar sus catálogos musicales para el servicio.pono
El nombre del formato deriva de pono, un término hawaiano que significa «correcto».

## Calidad del sonido
Neil Young ha mostrado públicamente su preocupación por la calidad del sonido digital, criticando en particular la calidad ofrecida por la tienda de Apple Inc. iTunes Store. «Mi objetivo es rescatar la forma de arte que he estado practicando durante los últimos cincuenta años».
Algunas fuentes han comentado que las diferencias entre Pono y otros formatos de archivo de audio serán sutiles únicamente durante el proceso de ingeniería de sonido, y no durante la escucha. Sin embargo, Flea, del grupo Red Hot Chili Peppers, comentó: «No es una cosa imprecisa que necesites oídos de perro para escuchar. Es una diferencia drástica».